# Lednicko-valtický areál
Lednicko-valtický areál je krajinný celek o rozloze 283,09 km² v okrese Břeclav při hranici s Rakouskem, od prosince 1996 zapsaný do Seznamu světového kulturního dědictví UNESCO. Je pokládán za nejrozsáhlejší komponovanou krajinu v Evropě a možná i na světě. Na severozápadě na něj navazuje CHKO Pálava. Lednicko-valtický areál a bojiště bitvy u Slavkova byly v roce 1992 vyhlášeny ministerstvem kultury jako první dvě krajinné památkové zóny na území České republiky.

## Popis
Tato oblast na pomezí Moravy a Dolních Rakous byla v průběhu 18. a 19. století knížecím rodem Lichtenštejnů zformována do podoby přírodního parku. Zahrnuje množství kulturních i přírodních památek, včetně nejvyšší kategorie národních.
Kromě obcí Valtice, Lednice (spojeny Bezručovou alejí z roku 1715) a Hlohovec jsou významnými krajinotvornými celky
- uměle vysázený Boří les
- Lednické rybníky.

Areál zahrnuje také lužní les při řece Dyji kolem Břeclavi.

### Kulturní památky
Zámky:
- Lednice
- Valtice

Roztroušené drobné stavby, tzv. salety:
- Apollónův chrám
- Belveder
- Dianin chrám
- Hraniční zámeček
- Janův hrad
- Kaple sv. Huberta
- Kolonáda na Rajstně
- Lovecký zámeček
- Maurská vodárna
- Akvadukt (z roku 1803)
- Minaret
- Nový dvůr
- Obelisk
- Rybniční zámeček
- Tři Grácie
- Zámeček Lány
- Zámeček Pohansko

Archeologická naleziště:
- staroslovanské hradiště Pohansko
- hradiště u Nejdku
- tvrziště Aloch

### Zvláště chráněná území přírody
- NPR Lanžhotské pralesy (část)
- NPR Lednické rybníky
- NPR Slanisko u Nesytu
- NPP Pastvisko u Lednice
- NPP Rendez-vous
- NPP Soutok (část)
- PR Františkův rybník
- PP Kamenice u Hlohovce
- PP Jezírko Kutnar
- PP Květné jezero
- PřP Niva Dyje

Od roku 2003 je celý areál součástí biosférické rezervace Dolní Morava. Dlouhodobě bylo navrženo sem rozšířit Chráněnou krajinnou oblast Pálava. Od 1. července 2025 by severovýchodní a jihovýchodní část LVA měla být součástí nově vyhlášené CHKO Soutok.

## Dostupnost
Oblast je nejlépe dostupná po dálnici D2 (exit 41 u Podivína) nebo železnicí do Břeclavi a odtud regionálními autobusy nebo vlaky (pravidelná osobní i sezónní turistická doprava). Přímo areálem vedou silnice I/40, II/422 (a další), železniční tratě 246 a 247, a dále několik turistických tras, cyklotras a naučných stezek.

### Turistické trasy
- červená: Valtice-celnice – Kolonáda na Rajstně – Valtice-zámek – žst. Valtice-město – Rendezvous – sv. Hubert – Tři Grácie – Nový Dvůr – žst. Lednice-rybníky – Lednice – Bulhary – dále do Šakvic
- modrá: Rendezvous – Pod Bořím dvorem – Katzelsdorfský zámeček – Valtice-zámek – žst. Valtice-město – Hlohovec – Hraniční zámeček – Sedlec – dále do Mikulova
- zelená: Pod Bořím dvorem – žst. Boří les – Pohansko – žst. Břeclav – zámek Břeclav – Kančí obora – Janův hrad – zámecký park Lednice – Lednice
- žlutá 1: žst. Břeclav – zámek Břeclav – Kančí obora – sv. Hubert – Hlohovec – Hraniční zámeček – Rybniční zámeček – žst. Lednice-rybníky – Apollonův chrám – U Apolla
- žlutá 2: Lednice – Lovecký zámeček – Ladenský most – dále do Podivína

### Naučné stezky
- Bosou nohou (po hranici s Rakouskem)
- Lednické rybníky
- Lužní les
- Pohansko
- Vinařská NS Valtice

## Galerie

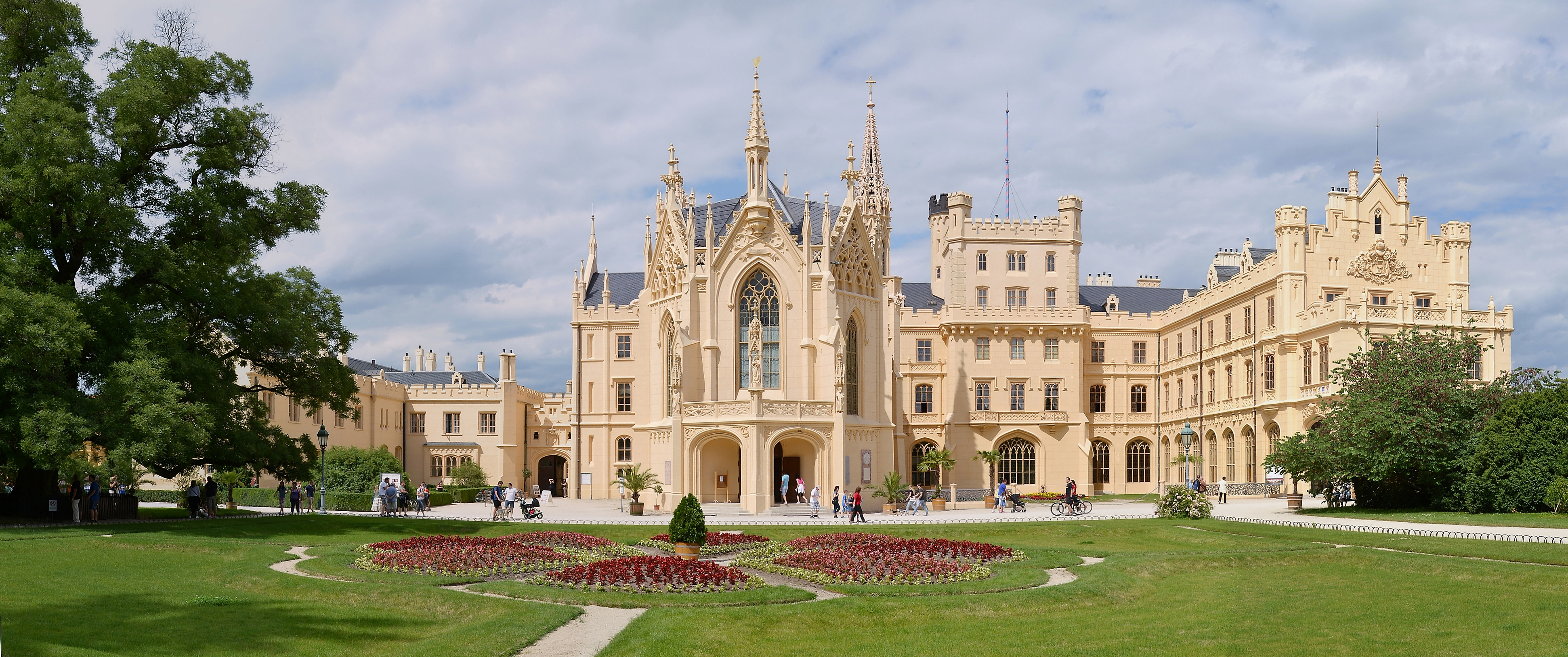
Zámek Lednice
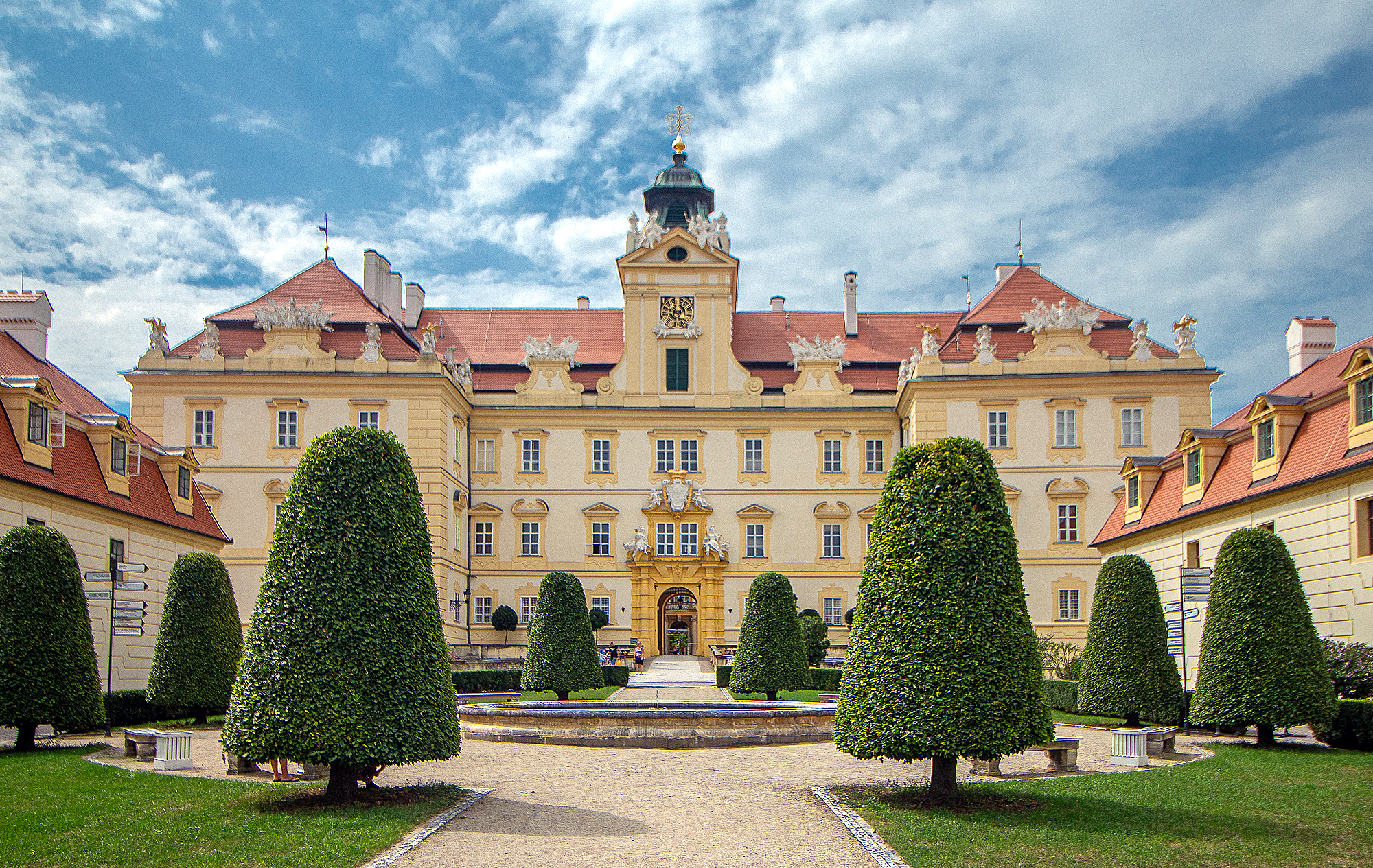
Zámek Valtice
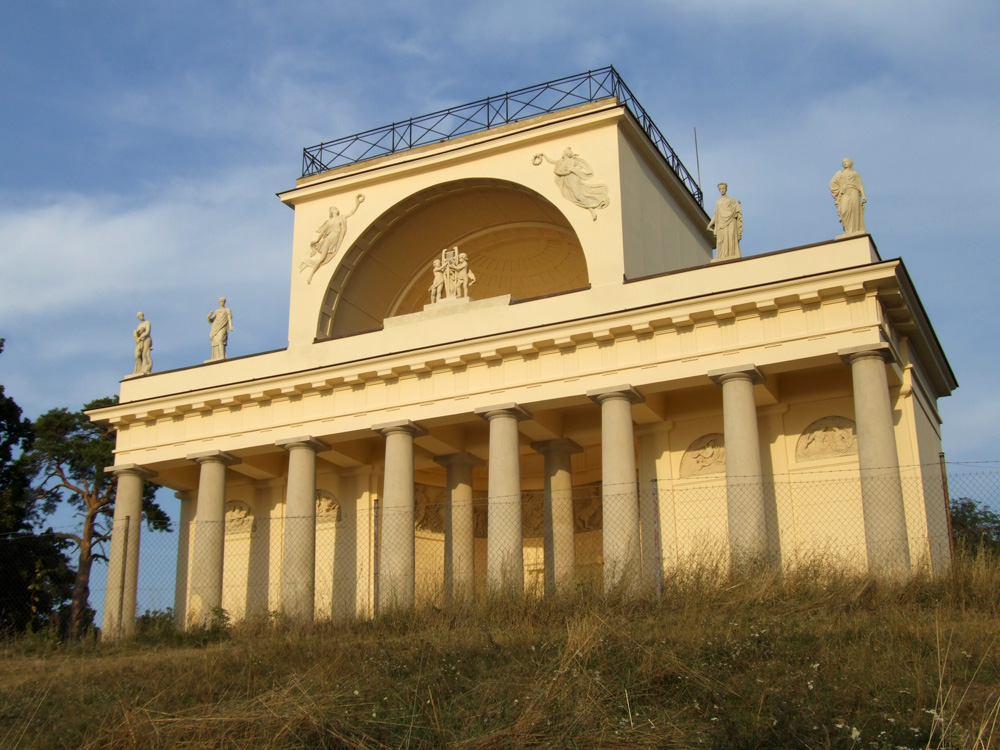
Apollónův chrám
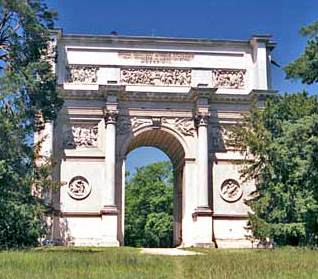
Rendez-vous (Dianin chrám)
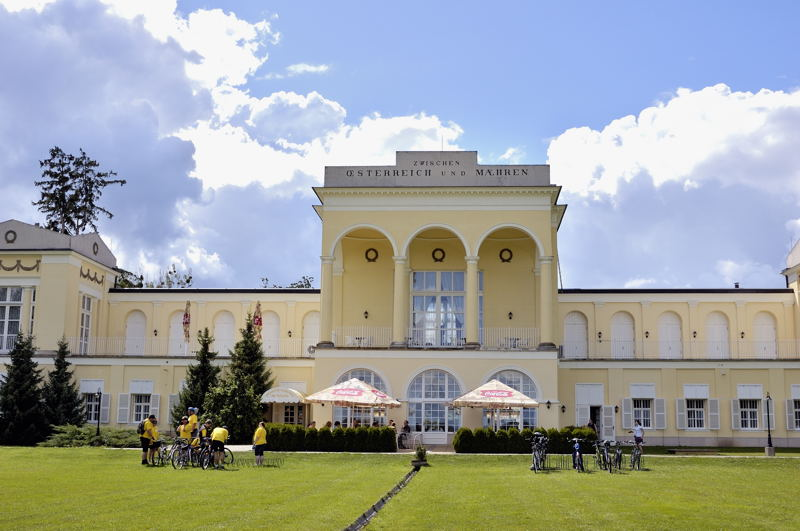
Hraniční zámeček
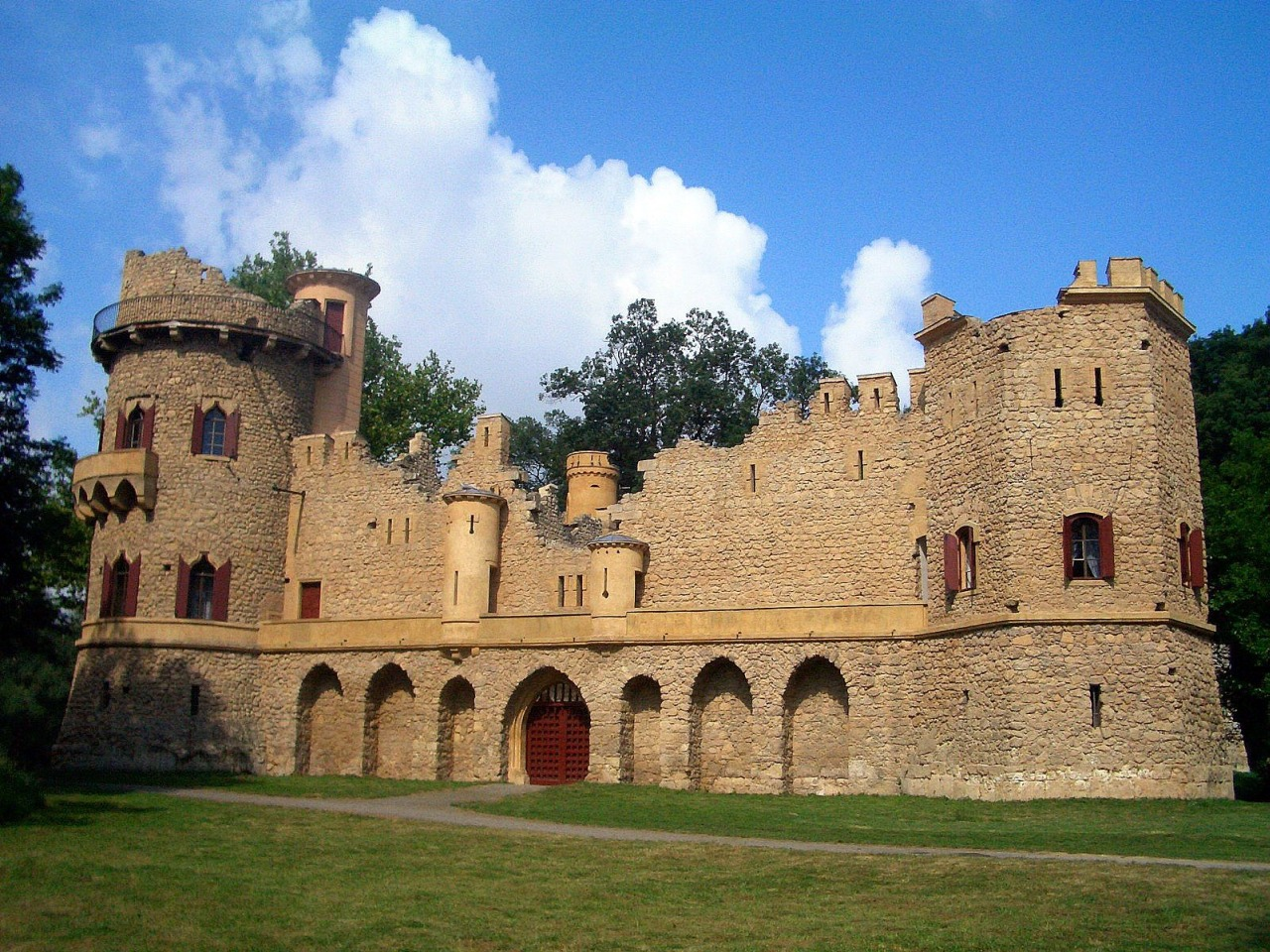
Janův hrad
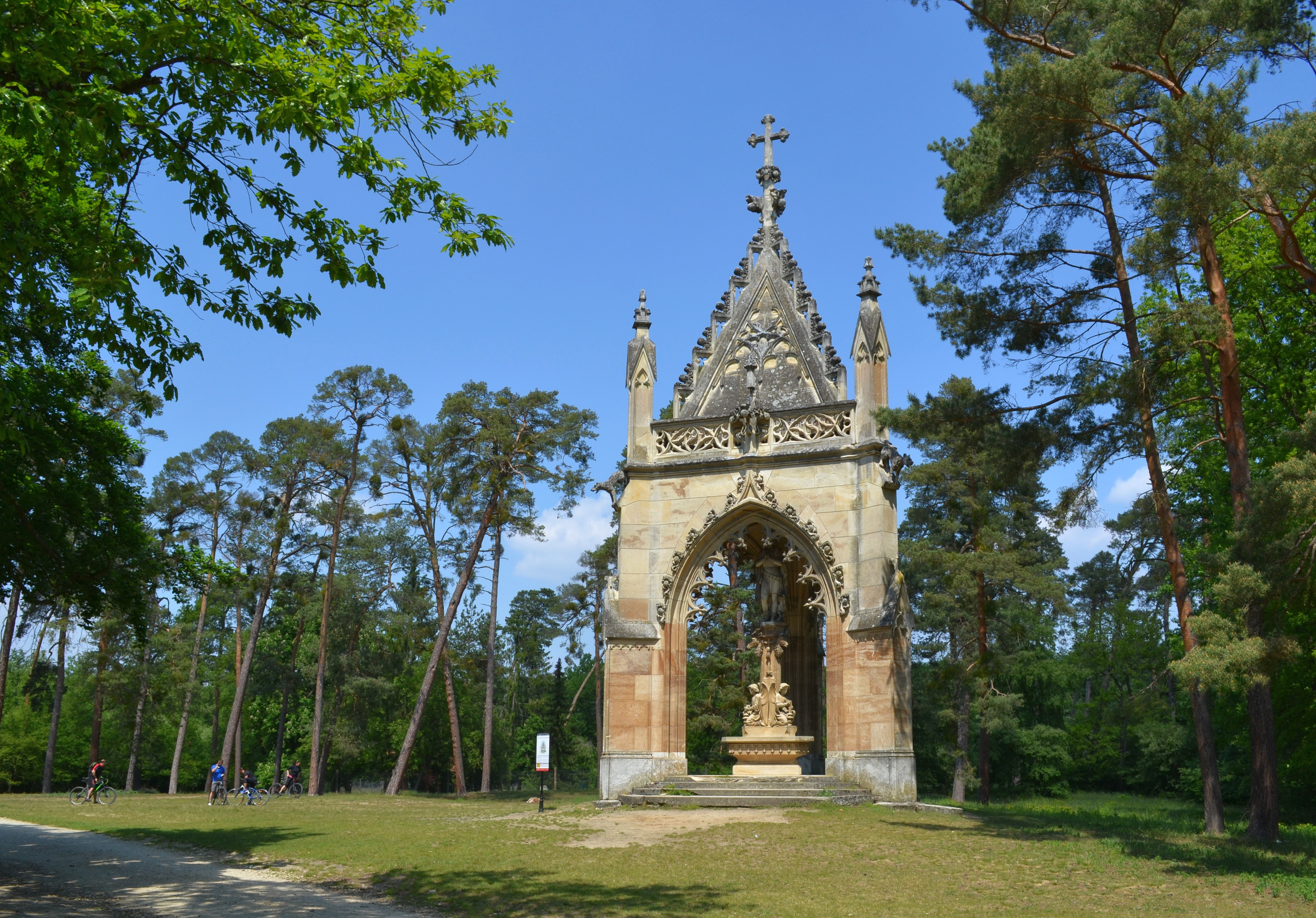
Kaple svatého Huberta
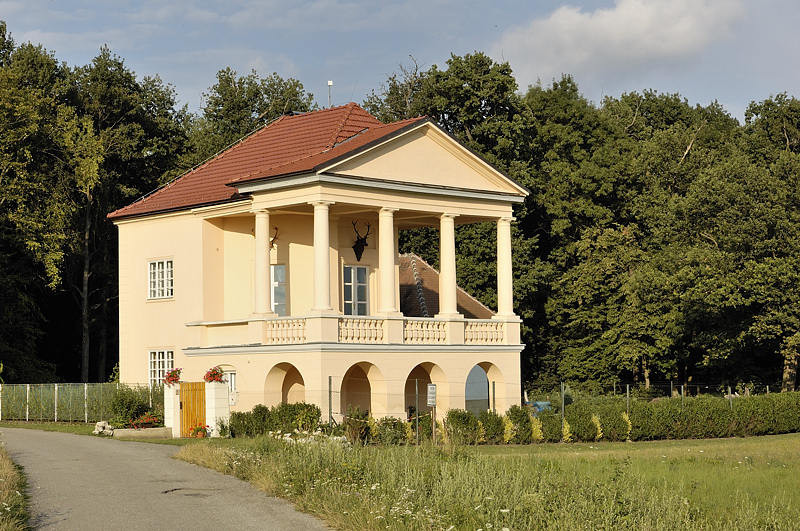
Lovecký zámeček
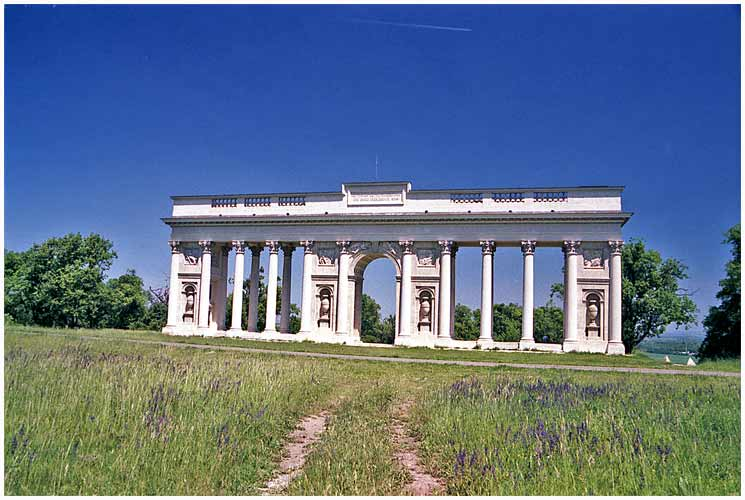
Kolonáda na Rajstně
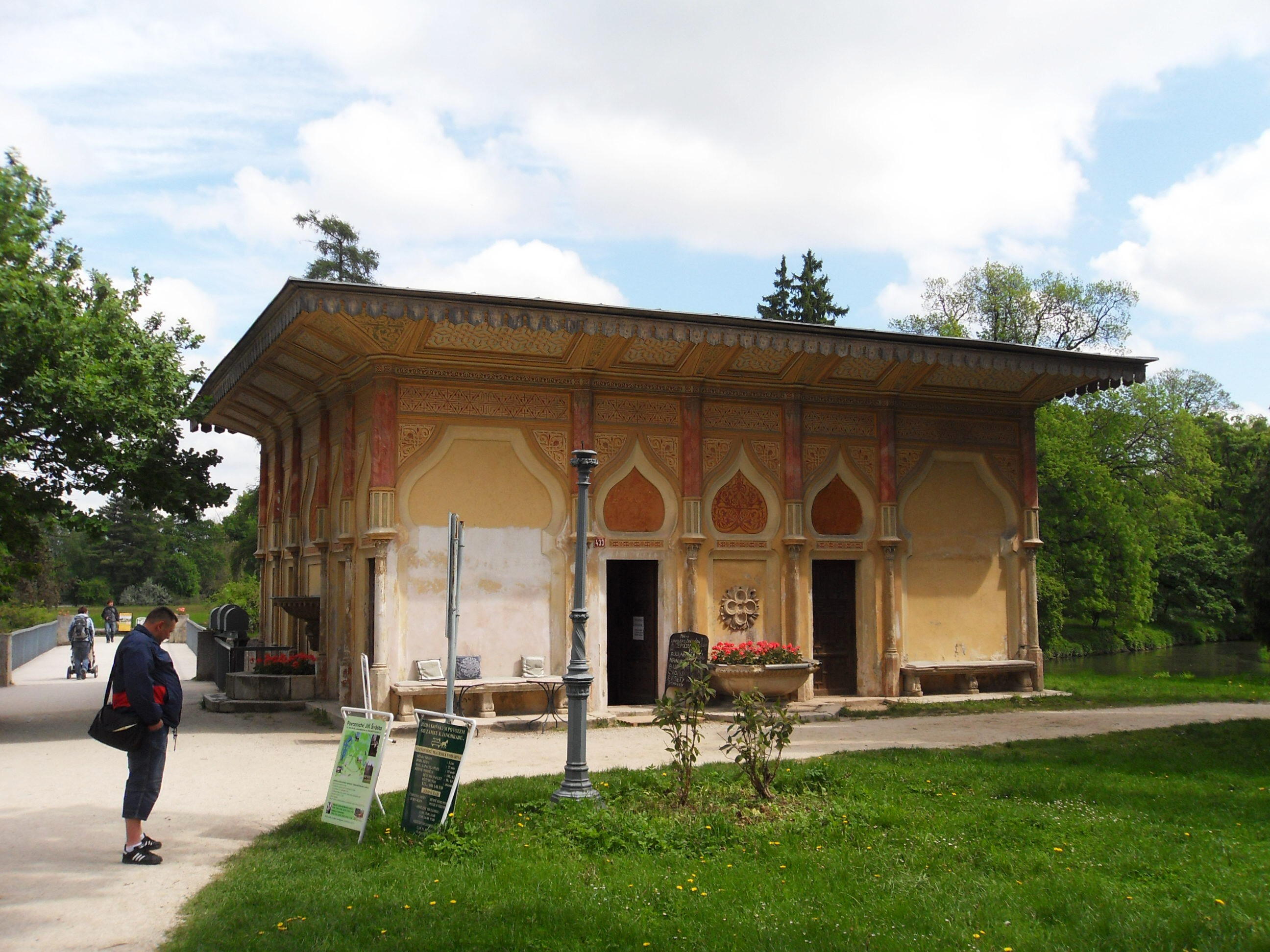
Maurská vodárna
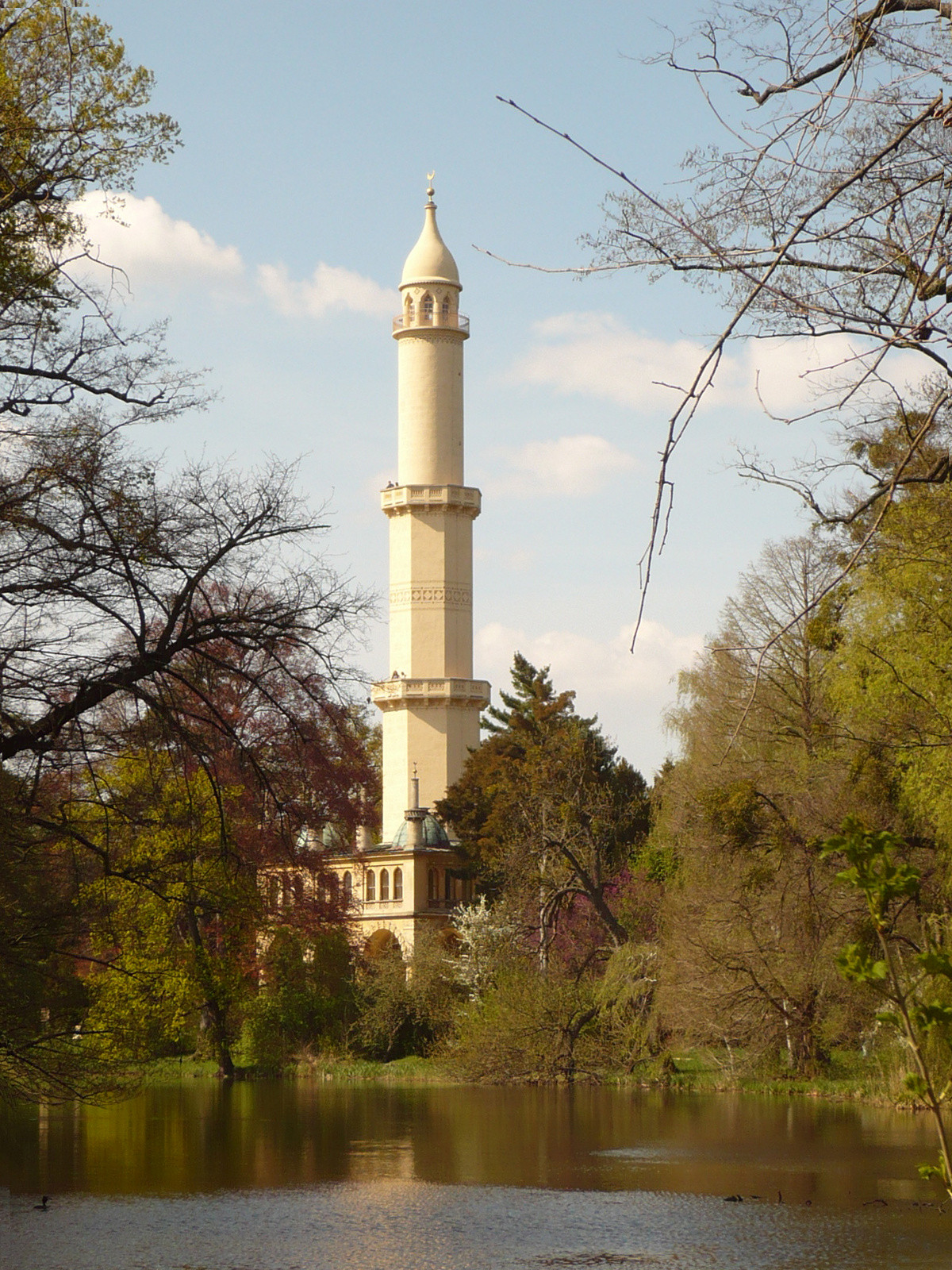
Minaret
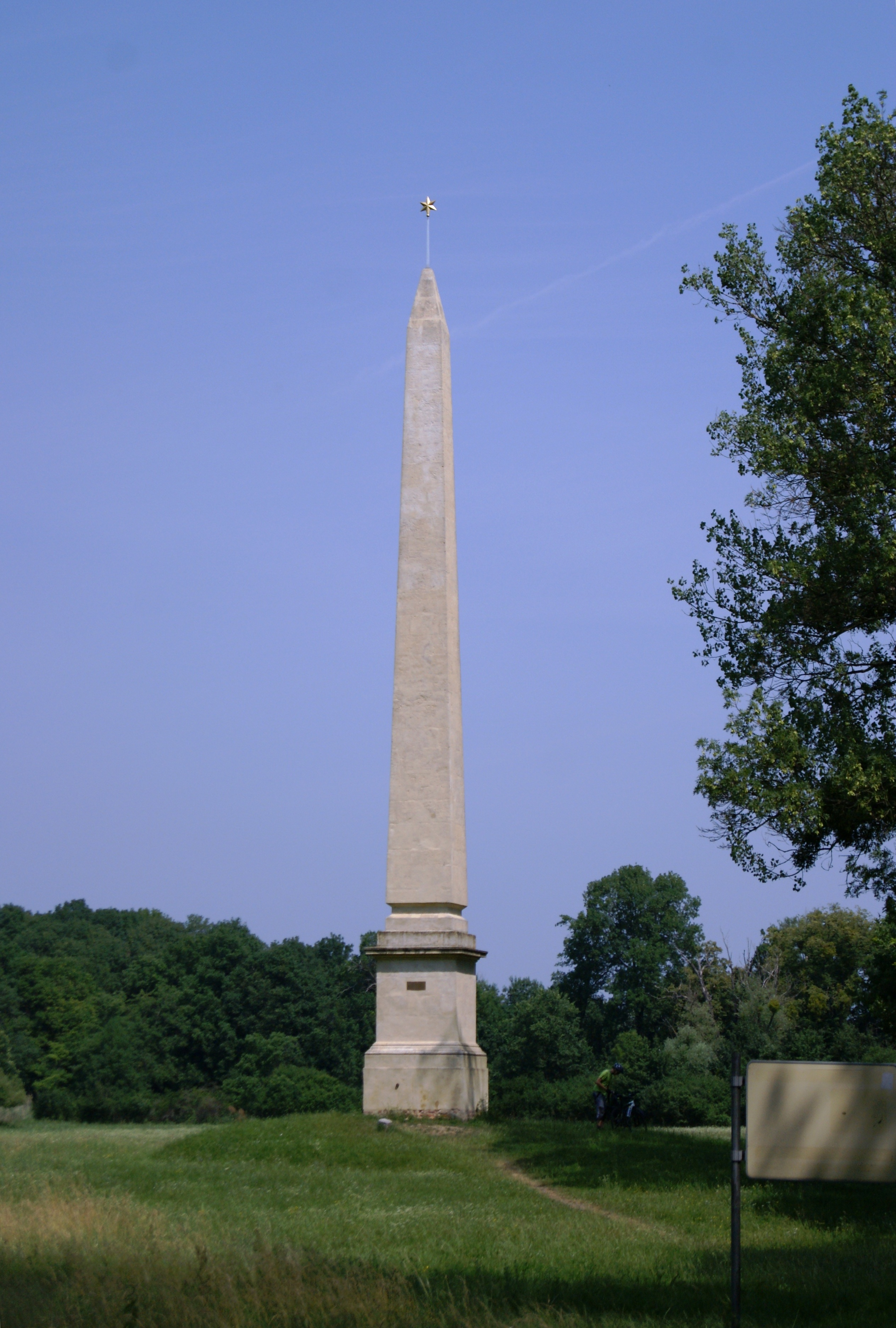
Obelisk (v uzavřené oboře)
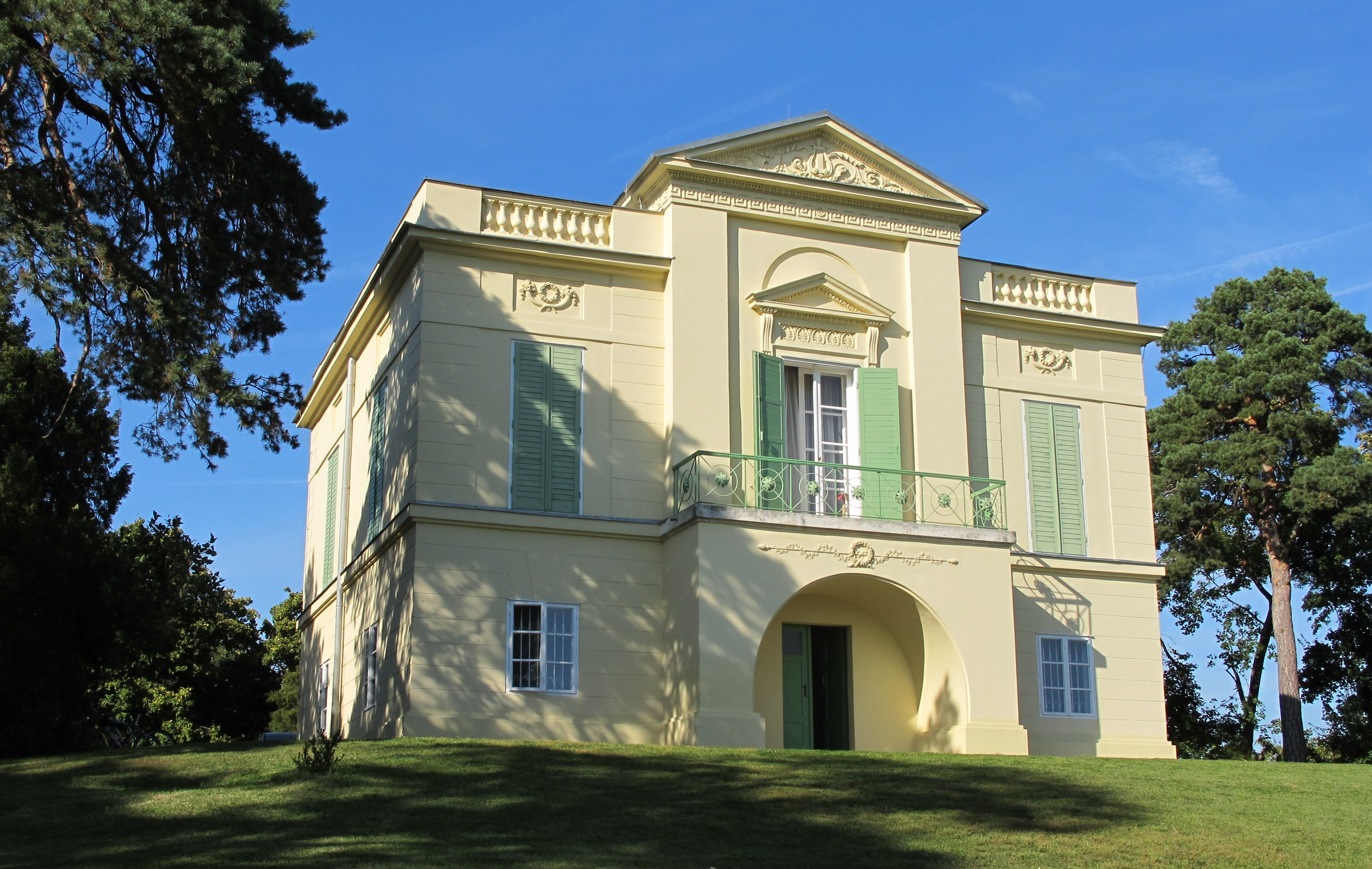
Rybniční zámeček
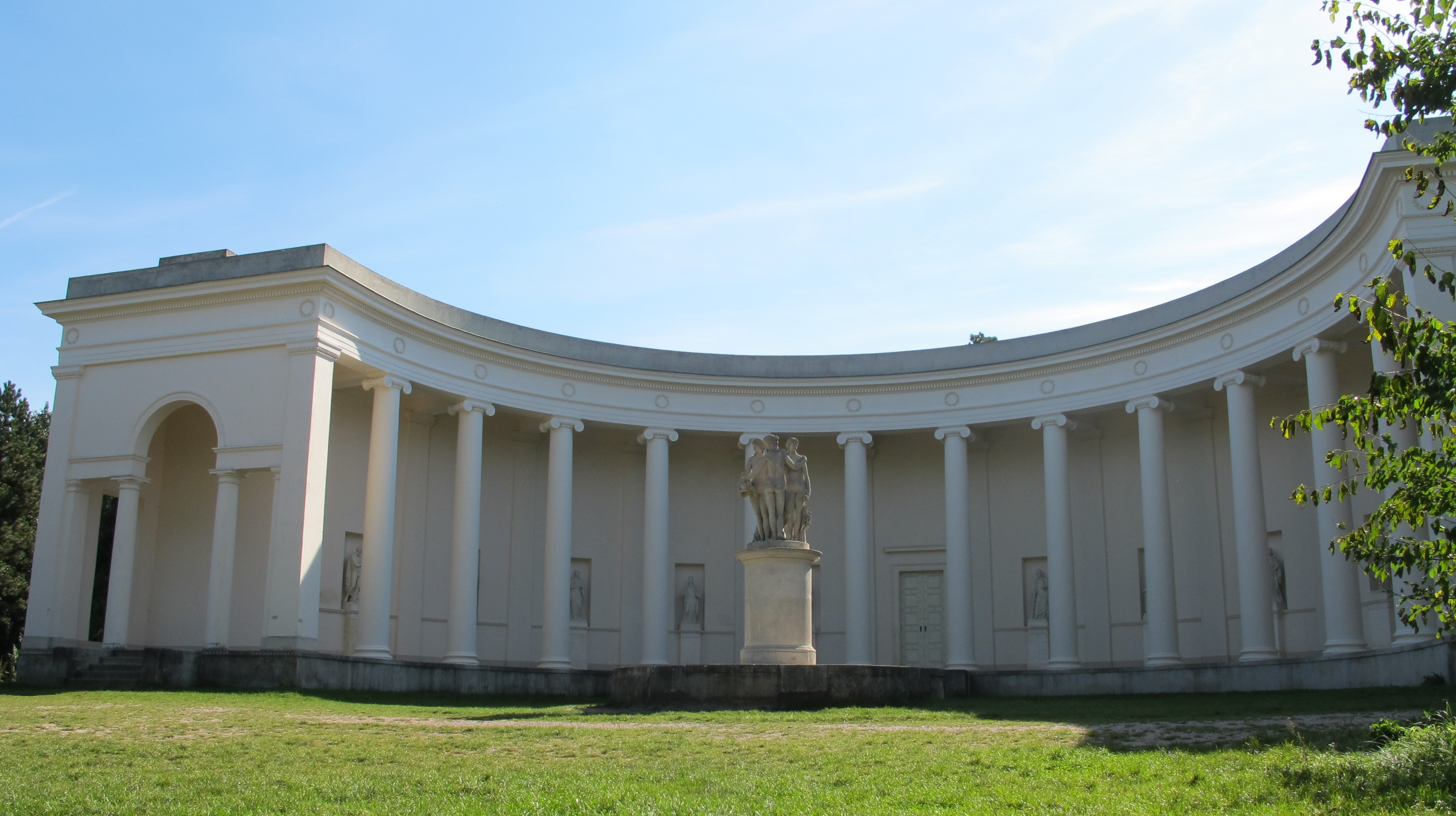
Tři Grácie
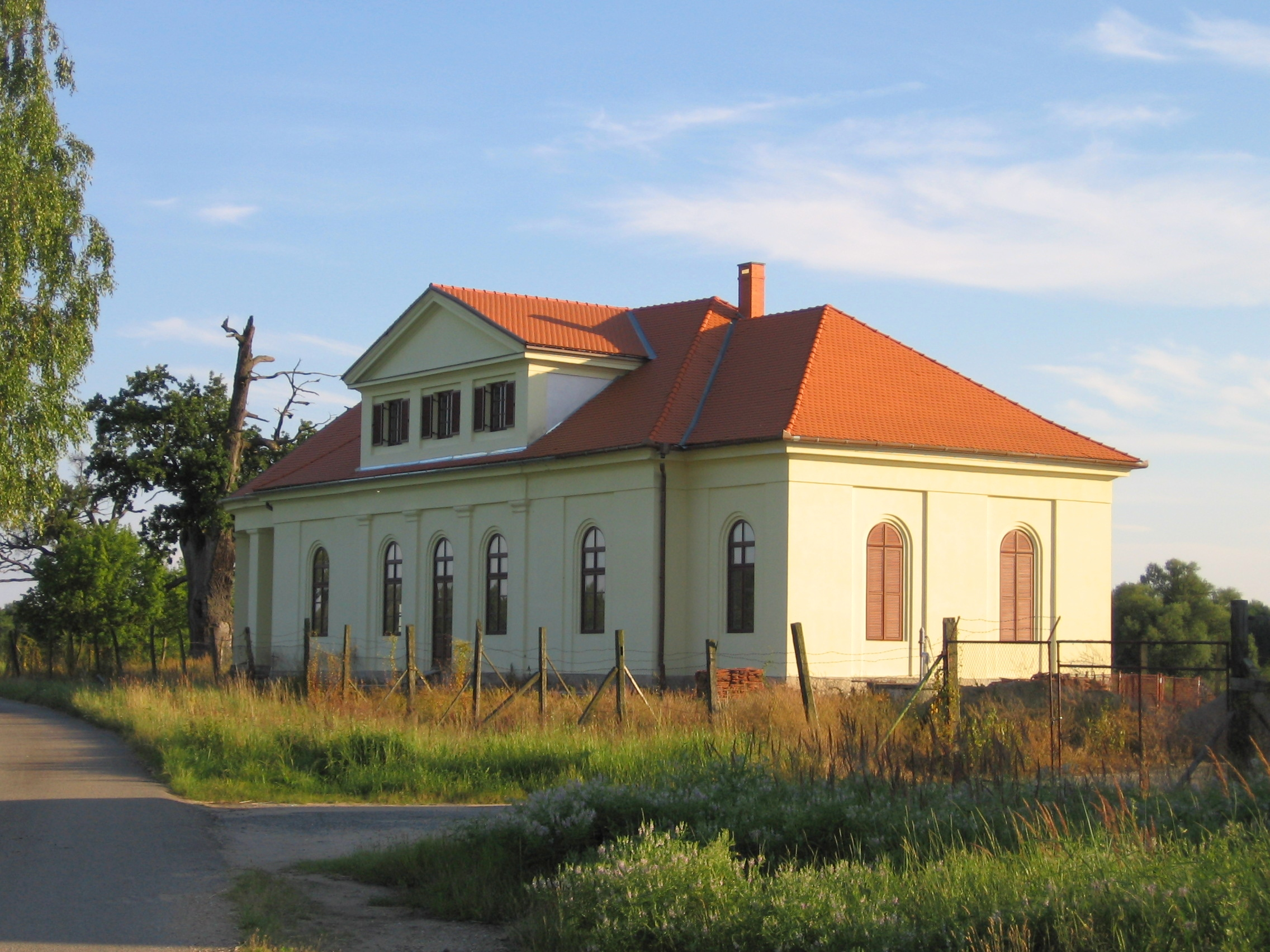
Lovecký zámeček Lány
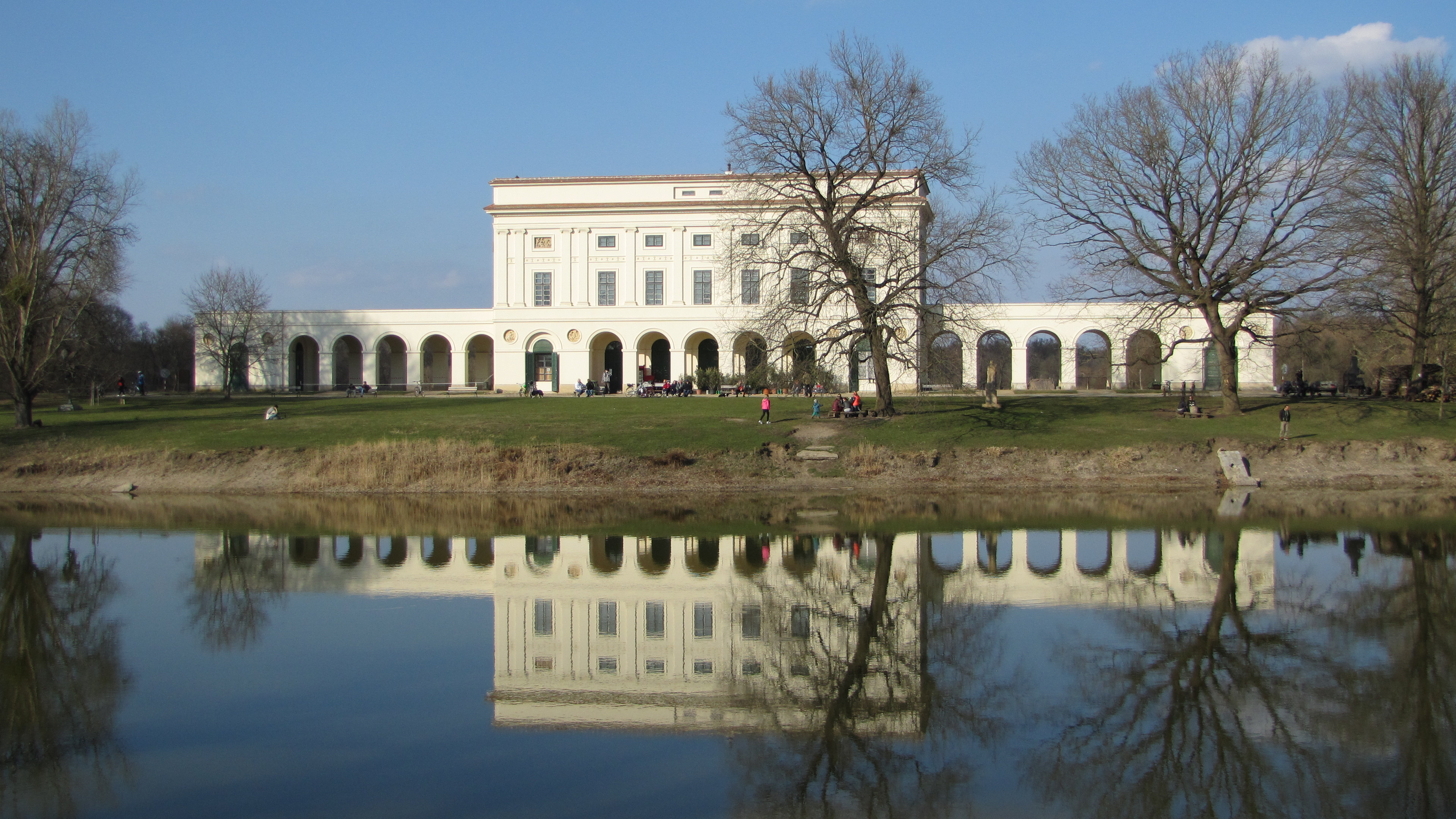
Zámeček Pohansko
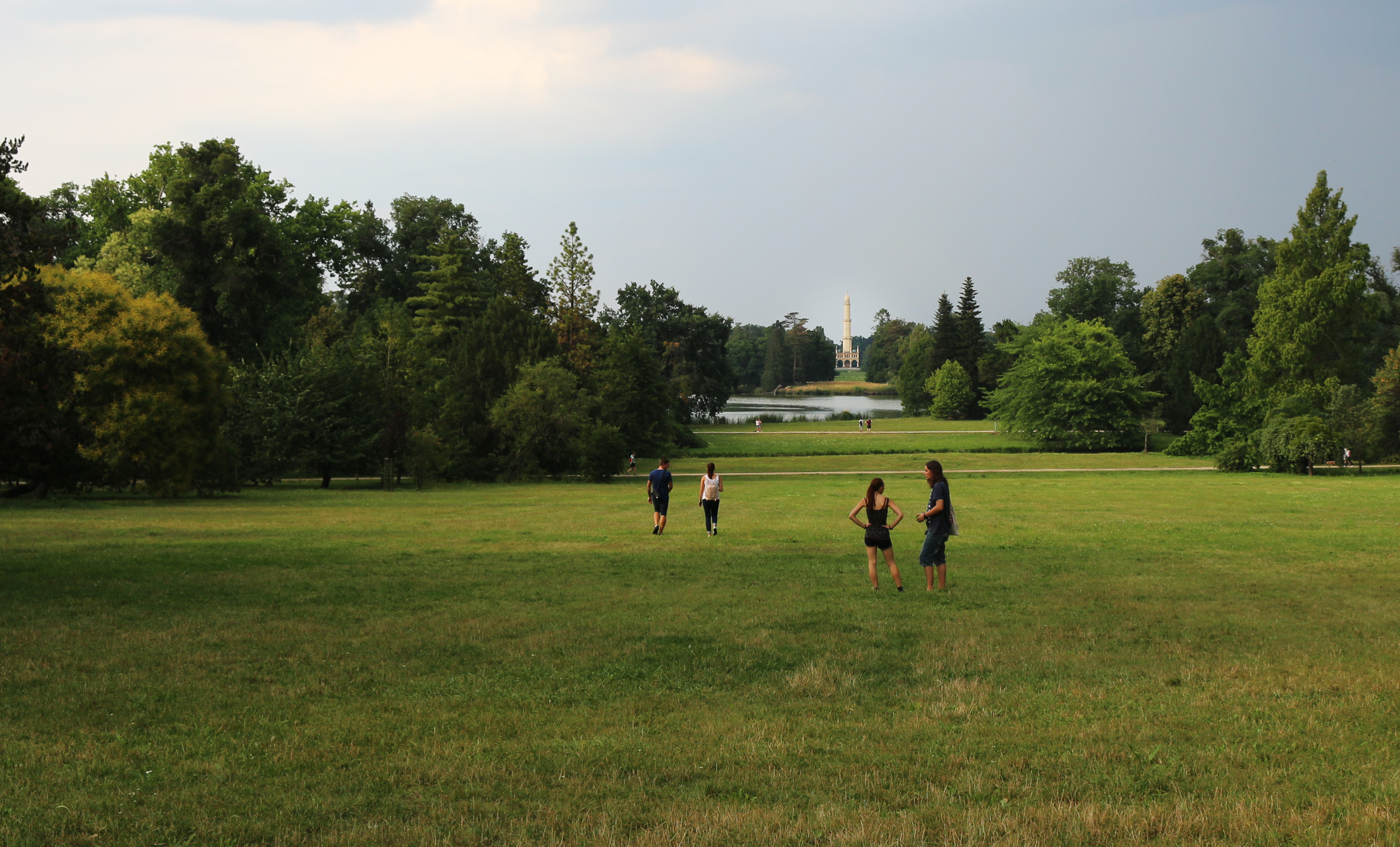
Zámecký park v Lednici
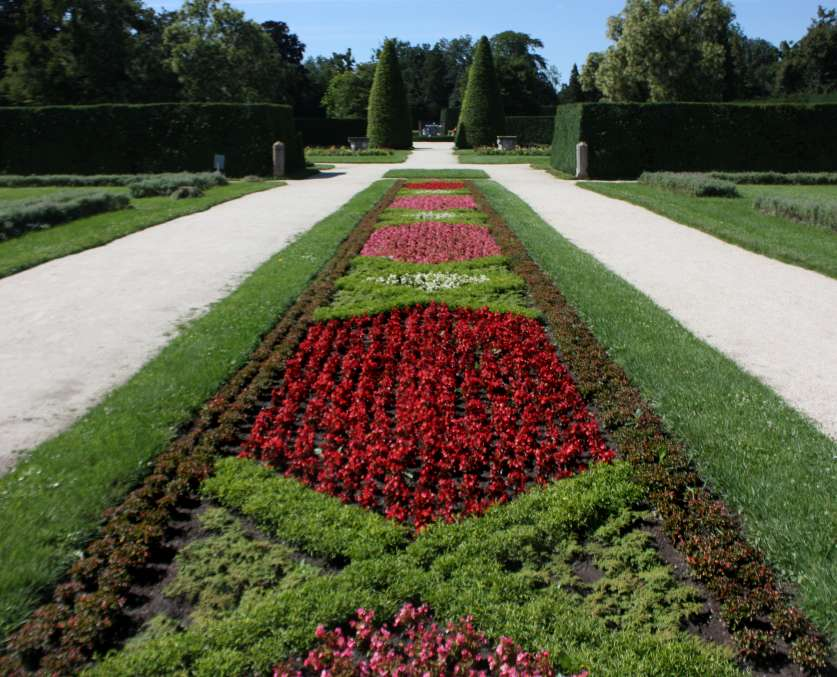
Francouzské zahrady v Lednici